# Libanotis
Libanotis är ett släkte i familjen flockblommiga växter. Det beskrevs av Albrecht von Haller och Johann Gottfried Zinn 1757. Dess taxonomiska status är oklar; enligt Catalogue of Life är Libanotis en synonym till Seseli (säfferötter), medan det enligt Plants of the World Online är ett giltigt taxon.

## Arter
Släktet har tidigare ansetts omfatta en mängd arter, men per 2025 anses det omfatta tre arter i Europa och Asien:
- Libanotis pyrenaica (L.) Bourg.
- Libanotis schrenkiana C.A.Mey. ex Schischk.
- Libanotis sibirica (L.) C.A.Mey.